# Simone Pontello
Simone Pontello, mais conhecida como Pontello (nascida em 8 de setembro de 1971, na cidade de São Paulo) é uma ex-jogadora brasileira de basquete que ocupava a posição de pívô.
Foi parte da Selecção feminina de basquete de Brasil com a qual ganhou duas medalhas de ouro: nos Jogos Panamericanos de 1991, realizados em Havana, e no Campeonato Mundial de Basquete feminino, na Austrália, em 1994.

## Estatísticas em competições FIBA
| Ano          | Concorrência                                               | PPJ | RPJ | APJ |
| ------------ | ---------------------------------------------------------- | --- | --- | --- |
| 1994         | Campeonato Mundial de Basquete feminino                    | 2.5 | 1.5 | 0   |
| 1992         | Jogos Olímpicos                                            | 2   | 1   | 0.2 |
| 1992         | Torneio mundial feminino clasificatório para as olimpíadas | 4   | 0   | 0   |
| 1990         | Campeonato Mundial de Basquete feminino                    | 3.4 | 0   | 0   |
| 1989         | Campeonato Mundial de Basquete feminino júnior             | 5   | 0   | 0   |
| Média total  | Média total                                                | 3.4 | 0.5 | 0   |
| Fonte: FIBA. |                                                            |     |     |     |